# Водопровідні споруди
Водопровідні споруди — гідротехнічні споруди, що є штучними руслами, які влаштовують у ґрунті як із самого ґрунту (канали, тунелі) так і з бетону, залізобетону, дерева, металу (лотки, трубопроводи).
Ці споруди транспортують воду для найрізноманітніших цілей: подають воду до турбін гідроелектростанцій, на зрошувані землі, у системи водопостачання міст, промислових підприємств, а також відводять води з осушуваних земель. Вони використовуються і в якості водних шляхів — судноплавних і сплавних, а також для інших цілей, створюючи штучні водні потоки, які рухаються згідно з тими ж законами гідравліки, що й природні.

## Окремі різновиди
- Канали — штучні русла, які зазвичай мають трапецієподібний переріз.

- Лотки — штучні русла, розташовувані на земній поверхні або вище за неї, що знаходяться на спеціальних опорах і будуються із залізобетону, металу та дерева. Застосовуються вони у випадках, коли топографічні і геологічні умови не дозволяють будувати канали.

- Тунелі (гідротехнічні) — русла замкнутого перетину, що облаштовуються в ґрунті підземними методами робіт без розкривання порід. Тунелі використовують у тих випадках, коли для спорудження каналу потрібні були би великі обсяги земляних робіт, наприклад — у випадку перетину височин (гір), а також спрямування водоводів уздовж косогорів, які схильні до розвитку зсувів.

- Трубопроводи — штучні замкнуті русла (сталеві, залізобетонні, керамічні тощо), що розташовуються на земній поверхні і часто — у пониженнях рельєфу.

- Водоскиди, що слугують для скидання води з водойм із верхніх б'єфів у нижні через отвори у греблях або в обхід гребель через берегові споруди.